# Хиспар (ледник)
Хиспа́р (англ. Hispar Glacier) — долинный древовидный ледник в Каракоруме, на территории Пакистана.
Длина ледника составляет 52 км, площадь — 580 км². Область питания находится в хребтах Хиспар и Ракапоши на высотах до 7200 м. Фирновая линия лежит на высоте 5000 м. Язык ледника спускается на запад до высоты 3000 м и даёт начало реке Хиспар, левому притоку Хунзы (бассейн Инда). В настоящее время ледник стабилен.